# Die Kunst und die Revolution
Die Kunst und die Revolution ist eine der Hauptschriften Richard Wagners und eng verbunden mit seinem Pamphlet Die Revolution.

## Entstehung
Wagner hat seine Revolutionsschriften in den Jahren 1848 und 1849 in Dresden bzw. in Zürich geschrieben. Wagner stellt darin die These auf, dass eine „neue, wahre Kunst“ (Das Kunstwerk der Zukunft) nur dann entstehen kann, wenn zuvor „alles Alte“ zerstört wird, und zwar durch eine Revolution. Zu dieser radikalen Auffassung kam er, nachdem er unter dem Einfluss von Michail Bakunin, Gottfried Semper und August Röckel sich in Dresden den Zielen der Republikaner angeschlossen hatte und die Chance sah, durch eine grundlegende Veränderung der politischen und sozialen Verhältnisse auch die Theater verändern zu können. Er strebte danach, die Theater von den allzu seichten Unterhaltungsdarbietungen hin zu einer anspruchsvolleren und ernsthafteren Kunst zu bewegen.
Wagner war davon überzeugt, nur eine richtige Revolution, und zwar eine „von unten“, kann die Menschen aus der Not befreien. Nach seiner Auffassung hätten sich die Menschen im Laufe der Geschichte vom göttlichen Ursprung der Natur entfernt und sich Eigentum und Gesetze geschaffen. Statt „Naturzustand“ gibt es nun den Staat mit einer (Un)-Rechtsordnung. Zu Gunsten der Reichen sei Gott zur Industrie mutiert, attackiert Wagner die Zustände der Zeit und dieser inzwischen etablierte „Industriegott“ würde den armen christlichen Arbeiter gerade nur so lange am Leben erhalten, bis „himmlische Handelskonstellationen“ die gnadenvolle Notwendigkeit herbeiführen, diesen in eine bessere Welt zu entlassen. Diese „unchristlichen“ Zustände gälte es durch den „freien Menschen“ zu überwinden, der auch ohne Gesetze glücklich werden kann, denn Gesetze schließen das Übertreten derselben unweigerlich ein.
Seine erste Schrift Die Revolution veröffentlichte er 1849 anonym in den Volksblättern seines Freundes August Röckel in Dresden. Später übernahm er das Traktat in seine gesammelten Werke Band 12.

## Inhalte

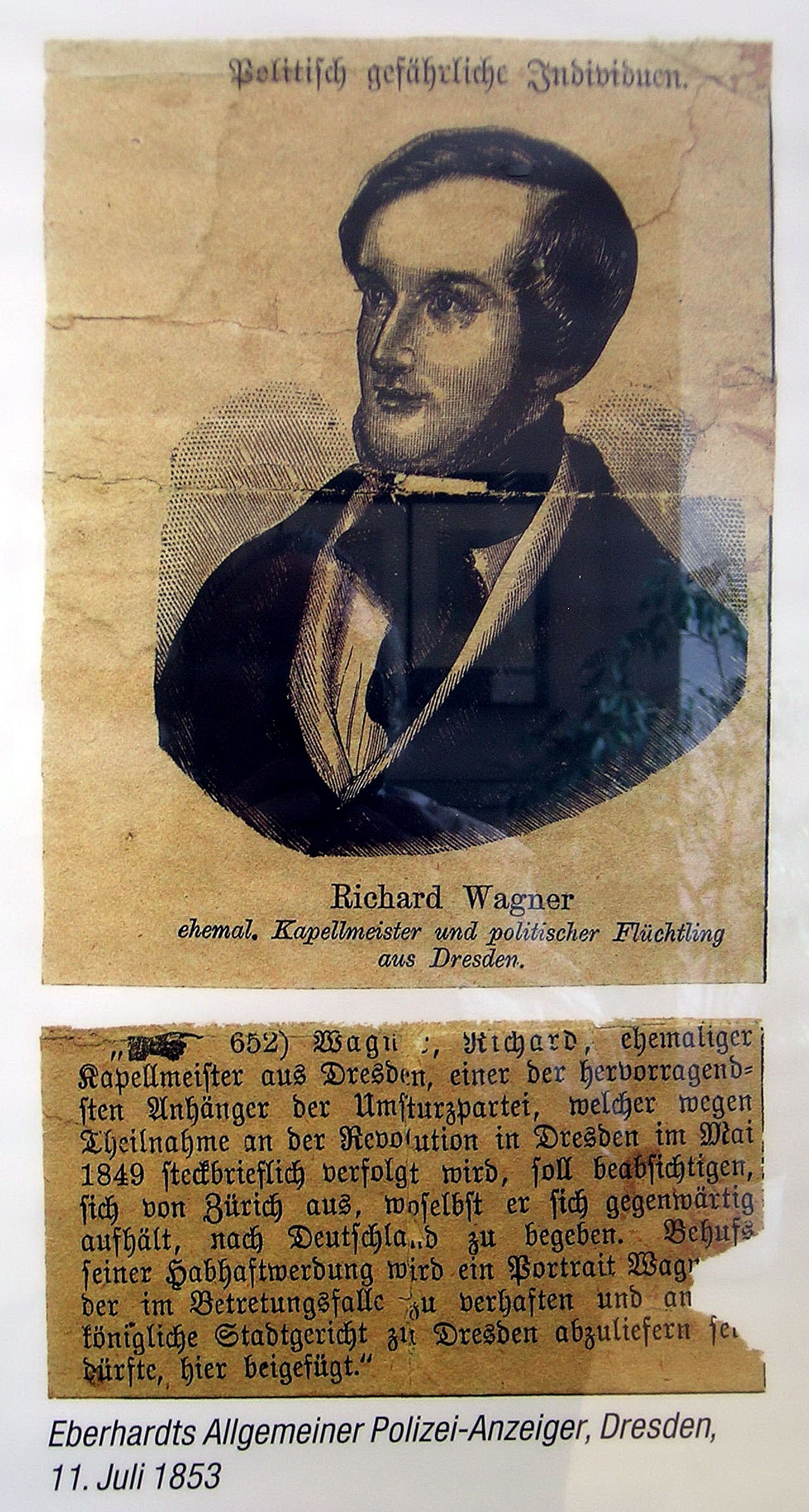
Wagner als „gefährliches Individuum“, Steckbrief von 1853

### Die Revolution
„Sehen wir hinaus über die Länder und Völker, so erkennen wir überall durch ganz Europa das Gären einer gewaltigen Bewegung, deren erste Schwingungen uns bereits erfasst haben, deren volle Wucht bald über uns hereinzubrechen droht. Wie ein ungeheurer Vulkan erscheint uns Europa, aus dessen Innerem ein beständig wachsendes, beängstigendes Gebrause ertönt, aus dessen Krater dunkle, gewitterschwangere Rauchsäulen hoch zum Himmel emporsteigen und, alles rings mit Nacht bedeckend, sich über die Erde lagern, während bereits einzelne Lavaströme, die harte Kruste durchbrechend, als feurige Vorboten alles zerstörend sich ins Tal hinabwälzen. Eine übernatürliche Kraft scheint unsern Weltteil erfassen, aus dem alten Geleise herausheben und in eine neue Bahn schleudern zu wollen.“

So beginnt Wagner seine erste „Revolutions-Schrift“. Im weiteren Text lässt er seine Revolutionsgöttin mit den Worten grüßen:

„Ich bin das ewig verjüngende, das ewig schaffende Leben! Wo ich nicht bin, da ist der Tod! Ich bin der Traum, der Trost, die Hoffnung des Leidenden! Ich vernichte, was besteht, und wohin ich wandle, da entquillt neues Leben dem toten Gestein. Ich komme zu euch, um zu zerbrechen alle Ketten, die euch bedrücken, um euch zu erlösen aus der Umarmung des Todes und ein junges Leben durch eure Glieder zu ergießen. Alles, was besteht, muss untergehen, das ist das ewige Gesetz der Natur, das ist die Bedingung des Lebens, und ich, die ewig Zerstörende, vollführe das Gesetz und schaffe das ewig junge Leben.“

Als der Dresdner Maiaufstand von 1849, an dem sich Wagner aktiv beteiligte, zerschlagen worden war und der steckbrieflich verfolgte Wagner in Zürich Asyl gefunden hatte, konkretisierte er seine Vorstellungen und brachte weitere Gedanken zu Papier, auch in der Hoffnung, damit Geld für seinen Unterhalt verdienen zu können. Für die darauffolgende Schrift Die Kunst und die Revolution bekam er immerhin von einigen Rezensenten Beifall und vom Leipziger Verleger Otto Wigand ein stattliches Honorar, was ihn nach eigenen Aussagen zur weiteren schriftstellerischen Tätigkeit ermutigt habe. Er schrieb in dieser Zeit auch Briefe, u. a. an Franz Liszt und Theodor Uhlig, in denen er seinem „revolutionären Spleen“ freien Lauf ließ, so in einem Brief vom 22. Oktober 1850 an Uhlig:

„… wie wird es uns aber erscheinen, wenn das ungeheure Paris in Schutt gebrannt ist, wenn der Brandt von Stadt zu Stadt hinzieht, wir selbst endlich in wilder Begeisterung diese unausmistbaren Augeasställe anzünden, um gesunde Luft zu gewinnen? - Mit völligster Besonnenheit und ohne allen Schwindel versichere ich Dir, daß ich an keine andere Revolution mehr glaube, als an die, die mit dem Niederbrande von Paris beginnt … Erschrickst Du? - denke redlich und besonnen nach, - Du kommst zu keinem anderen Schluß! Starker Nerven wird es bedürfen, und nur wirkliche Menschen werden es überleben, d.h. solche, die durch die Not und das großartigste Entsetzen erst zu Menschen geworden sind. Laß einmal sehen, wie wir uns nach dieser Feuerkur wiederfinden: Ich könnte es mir zur not ausmalen, ich könnte mir sogar vorstellen, wie da oder dort ein begeisterter Mann die lebendigen Überreste unsrer alten Kunst zusammenruft und ihnen sagt - wer hat Lust, mir ein Drama aufführen zu helfen? Nur die werden antworten, die wirklich Lust dazu haben, denn jetzt setzt es kein Geld mehr dafür, und die so sich einfinden, werden in einem schnell hergerichteten Holzbauwerke plötzlich den Leuten zeigen, was Kunst ist.“

### Die Kunst und die Revolution
Wagner war beseelt von Göttern und Helden und erkannte vor allem in der Welt der Griechen und in ihrer Kunst das Ideal einer zukünftigen Menschheitskultur. Mit großer Emotionalität forderte er die Revolution der Künste und des Menschen im gleichen Zug. Er vermischt dabei Kunstideale mit Zeit- und Sozialkritik und träumt von einer revolutionären Erneuerung, die zu einem „starken, schönen Menschen“ (ein möglicher Vorfahre des „Übermenschen“ aus Friedrich Nietzsches Also sprach Zarathustra) führen sollte. Im ersten Teil der Schrift beschreibt Wagner sehr ausführlich die Ideale der griechischen Kunst und beklagt dann leidenschaftlich ihren Zerfall. Seither würde die Kunst „nur ab und zu ihre blitzenden Strahlen in die Nacht des grübelnden Wahnsinns der Menschheit senden und wäre nie wieder Ausdruck einer freien Allgemeinheit geworden.“ Schuld daran seien – neben den Philosophen – vor allem die Römer und die Christen, wobei er die Religionskritik Ludwig Feuerbachs adaptierte, dessen Abhandlung Das Wesen des Christentums (geschrieben 1841) er zuvor intensiv studiert hatte, und dem er wenig später auch seine nächste Schrift Das Kunstwerk der Zukunft widmete.
Für Wagner war die wahre Kunst – die ursprüngliche, griechische Kunst – der Ausdruck absoluter Freiheit und „die höchste Tätigkeit eines im Einklang mit sich und der Natur befindlichen Menschen“. Im Gegensatz hierzu schrieb Wagner dem Christentum zunehmend Negatives zu, insbesondere mangelnde Kunstkompetenz. Sarkastisch leitet er ab: „Wenn es [das Christentum] wirklich das seinem Glauben entsprechende Kunstwerk schaffen wollte, könne es nicht die sinnliche Schönheit der Welt, welche für den Christen ja eine Erscheinung des Teufels ist, darstellen.“ Weiter führt er aus, dass sich die Kunst mehr und mehr „mit Haut und Haar“ verkauft habe:

„Ihr wirkliches Wesen ist die Industrie, ihr moralischer Zweck der Gelderwerb, ihr ästhetisches Vorgeben die Unterhaltung der Gelangweilten. Aus dem Herzen unserer modernen Gesellschaft, aus dem Mittelpunkte ihrer kreisförmigen Bewegung, der Geldspekulation im Großen, saugt unsere Kunst ihren Lebenssaft, borgt sich eine herzlose Anmut aus den leblosen Überresten mittelalterlich ritterlicher Konvention, und lässt sich von da – mit scheinbarer Christlichkeit auch das Schärflein des Armen nicht verschmähend – zu den Tiefen des Proletariats herab, entnervend, entsittlichend, entmenschlichend überall, wohin sich das Gift ihres Lebenssaftes ergießt.“

Die Kunst sei zu einer Ware verkommen, einzig zum Geld- und Ruhmerwerb, schreibt Wagner weiter, und vergleicht das künstlerische Handwerk, das dem schaffenden Künstler, dem das Produzieren seiner „Arbeit“ eine Freude macht und ihn befriedigt, mit der Tätigkeit des Handwerkers, der meist ohne Freude und mit dem Zwang, nämlich fremde Bedürfnisse gegen Geldzahlungen zu befriedigen, sein Tun nur als Mühe, als traurige, saure Arbeit sieht. Er könne auch mehr und mehr durch Maschinen ersetzt werden und wäre somit ein Sklave der Industrie, „deren Fabriken ein jammervolles Bild tiefster Entwürdigung des Menschen, ein beständiges, geist- und leibtötendes Mühen ohne Luft und Liebe; oft fast ohne Zweck“ uns zeigen.